# Trận Champagne lần thứ nhất
Trận Champagne lần thứ nhất, còn gọi là Trận chiến Mùa đông Champagne, là một trận đánh trên Mặt trận phía Tây thời Chiến tranh thế giới thứ nhất, diễn ra từ ngày 20 tháng 12 năm 1914 cho đến ngày 17 tháng 3 năm 1915 tại miền Champagne (Pháp), giữa Tập đoàn quân số 4 Pháp do tướng Fernand Louis Langle de Cary chỉ huy và Tập đoàn quân số 3 Đức do tướng Karl von Einem chỉ huy. Đây là chiến dịch tấn công đầu tiên của khối Hiệp ước nhằm vào quân đội Đức kể từ khi cục diện chiến tranh cơ động chấm dứt sau cuộc Chạy đua ra biển vào mùa thu năm 1914 và những trận tấn công của quân Đức trên vùng Flanders vào các tháng 10 và 11. Trước sức đề kháng và phản công mãnh liệt của quân Đức, cuộc tiến công của quân Pháp trên mặt trận Champagne đã thất bại với thương vong lớn.

## Bối cảnh
Đầu tháng 11 năm 1914, các cuộc tấn công của quân Đức tại Flanders đã chấm dứt và phía Pháp bắt đầu tính đến việc tiến hành những chiến dịch tấn công quy mô lớn. Một cuộc tấn công của Pháp sẽ buộc Đức phải đổ thêm quân vào Mặt trận phía Tây và giảm gánh nặng cho quân đội Nga trên Mặt trận phía Đông. Sau khi nghiên cứu khả năng phát động tấn công, Cục Tác chiến, Bộ Tổng chỉ huy Pháp đã báo cáo lên tướng Joseph Joffre vào ngày 15 tháng 11. Họ thỉnh cầu Joffre tổ chức một chiến dịch kép nhằm thủ tiêu "chỗ lồi" của quân Đức tại Pháp bằng các đợt tấn công vào Artois và Champagne. Bản báo cáo của Cục Tác chiến cũng cho biết phía Đức đã kết thúc tấn công trên chiến trường Tây Âu đã và đang điều từ 4 đến 6 quân đoàn sang Đông Âu.
Vốn từ lâu đã nhấn mạnh tầm quan trọng của tấn công, Joffre tin rằng một chiến dịch tấn công lớn, được hoạch định bài bản và chuẩn bị tốt bằng pháo binh, sẽ đập vỡ được chiến tuyến quân Đức tại Tây Âu. Theo chỉ thị của Joffre vào ngày 8 tháng 12, các mũi tấn công chủ lực sẽ được thực hiện bởi Tập đoàn quân số 10 trên mặt trận Artois và Tập đoàn quân số 4 tại mặt trận Champagne. Cụ thể, Tập đoàn quân số 10 sẽ đánh từ Arras tới Cambrai trong khi Tập đoàn quân số 4 đánh từ Suippes tới Rethel và Mézières. Để yểm trợ hai mũi tấn công chính, các Tập đoàn quân số 1, 2, 3 Pháp và có thể cả Lực lượng Viễn chinh Anh sẽ mở các mũi tấn công thứ yếu ở vài nơi khác. Mục tiêu của Joffre là ngăn chặn Đức chuyến binh lực sang Mặt trận phía Đông và đánh thủng phòng tuyến quân Đức tại một số địa bàn để buộc họ rút khỏi đất Pháp.

## Trận đánh
Sau các trận đụng độ nhỏ, trận đánh mở màn vào ngày 20 tháng 12 năm 1914 khi các quân đoàn XVII và Thuộc địa I của Pháp tiến công và chiếm được một số lãnh thổ từ tay 4 sư đoàn Đức thuộc Quân đoàn Trừ bị VII, Tập đoàn quân số 3. Hôm sau, Quân đoàn VII Pháp tiến công bất thành do mọi lỗ hổng trong hệ thống dây thép gai của Đức đã bịt lấp bằng hỏa lực súng máy. Langle đành phải ngưng tấn công bằng bộ binh Quân đoàn XII và hạ lệnh cho binh lính tiến hành gài mìn trong khi pháo binh cày phá các vị trí phòng ngự đã được xác định của Đức. Sau vài ngày tấn công, trong đó quân Pháp chỉ giành được một số địa bàn nhỏ, Langle chuyển trọng tâm của cuộc tấn công sang trung tâm trận tuyến gần Perthes và thảy một sư đoàn bộ binh của Quân đoàn I vào khu vực giữa Quân đoàn XVII và Quân đoàn Thuộc địa I. Ngày 27 tháng 12, Joffre tung Quân đoàn IV vào khu vực Tập đoàn quân số 4, tạo điều kiện cho de Langle thả thêm một sư đoàn nữa của Quân đoàn I lên tiền tuyến. Không may cho Langle, 3 quân đoàn Pháp sớm trở nên chen chúc, lẫn lộn và sa lầy trong địa bàn hoạt động chật hẹp của họ. 
Ngay sau khi quân Pháp mở một cuộc tấn công mới vào ngày 30 tháng 12, quân Đức tiến công sườn phải Quân đoàn II, chiếm được 3 tuyến chiến hào và gây cho quân phòng thủ Pháp nhiều thiệt hại. Ngày hôm sau Quân đoàn II đoạt lại phần lớn khu vực bị mất nhưng quân Đức mở 4 đợt phản công lớn xuyên suốt mặt trận Tập đoàn quân số 4, gây rối loạn cuộc tấn công của Pháp. Sau khi de Langle nhắc nhở các thuộc cấp của mình về tầm quan trọng của pháo binh, phía Pháp trong vài ngày tới đã dựa vào hỏa lực đại bác để duy trì áp lực lên hàng phòng thủ Đức. Bằng một đòn phản kích, quân Đức đã đánh đuổi quân Pháp khỏi một chỗ lồi phía tây Perthes trong đêm ngày 7-8 tháng 1, nhưng sau đó quân Pháp phản công giành lại phần lớn vị trí bị mất. Các đợt tấn công của quân Pháp kéo dài trong 2 tuần lễ tới. Mặc dù đẩy lui được một vài đợt phản công của quân Đức, quân Pháp không thể thu thắng lợi được đáng kể và bộ chỉ huy của họ đành phải chấm dứt tiến công vào ngày 13 tháng 1.
Nhưng Joffre và de Langle vẫn chưa nản chí. Vào ngày 16 tháng 2, phía Pháp tái phát động Chiến dịch Champagne trên một mặt trận rộng mở hơn nhằm tránh lặp lại tình trạng hỗn loạn do sự nhập trận của Quân đoàn I gây nên hồi cuối tháng 12 năm ngoái. Quân Pháp giành được một số thắng lợi ban đầu, nhưng do thời tiết xấu, bùn lầy và thiếu yếu tố bất ngờ nên không thể khai thác thành quả của mình. Sau khi được đổ vào trận, các đơn vị quân trừ bị Đức đã tiến hành nhiều đợt phản kích quyết liệt, chủ yếu là vào ban đêm, và nhờ vậy mà Tập đoàn quân số 3 của Einem giữ vững trận tuyến. Chưa hề thoái chí, De Langle lại đưa thêm quân vào mặt trận trong các ngày 5, 7 và 12 tháng 3. Giao tranh tập trung chủ yếu giữa Perthes và Massignes, và những vị trí mà quân Pháp chiếm được đều nằm trong trung tâm khu vực này. Giữa tháng 3, Tập đoàn quân số 4 của Langle đã kiệt quệ và Joffre phải đình chỉ Chiến dịch Champagne vào ngày 17 tháng 3. Do e sợ sự chấm dứt Chiến dịch Champagne sẽ bị hiểu là một dấu hiệu chấp nhận thất bại và đánh một đòn đau vào sĩ khí quân đội Pháp, Joffre lệnh cho De Langle duy trì hình ảnh về việc một cuộc tấn công mới sắp sửa được thực hiện. 

### Các chiến trường thứ yếu
Nhằm giam chân và gây cho quân Đức nhầm lẫn trong việc xác định mũi tấn công chủ lực của Joffre, quân Pháp ở các nơi khác đã mở các đợt tấn công hỗ trợ cho chiến trường chính. Trong khi Tập đoàn quân số 2 và 8, cùng với Cụm quân Nieuport dọc theo bờ biển, đã tiến hành tấn công yểm trợ cho Chiến dịch Artois của Tập đoàn quân số 10, Phân bộ quân Vosges cũng tổ chức các cuộc tấn công hỗ trợ bước tiến của Tập đoàn quân số 4. Số lượng đại bác của quân Pháp trên các mặt trận thứ yếu này nghèo nàn hơn nhiều so với mặt trận chủ lực ở Champagne và Artois. Tại khu vực của Tập đoàn quân số 2, cuộc tấn công của Quân đoàn XI vào ngày 27 tháng 12 đã diễn ra mà không hề được chuẩn bị bằng pháo binh. Ở vùng núi Vosges, pháo binh Pháp không hề khai hỏa cho đến khi 2 sư đoàn Pháp bắt đầu tiến công phòng tuyến quân Đức. Tất cả các đợt tấn công yểm trợ của quân Pháp đều bị khựng lại với tổn thất nặng nề.

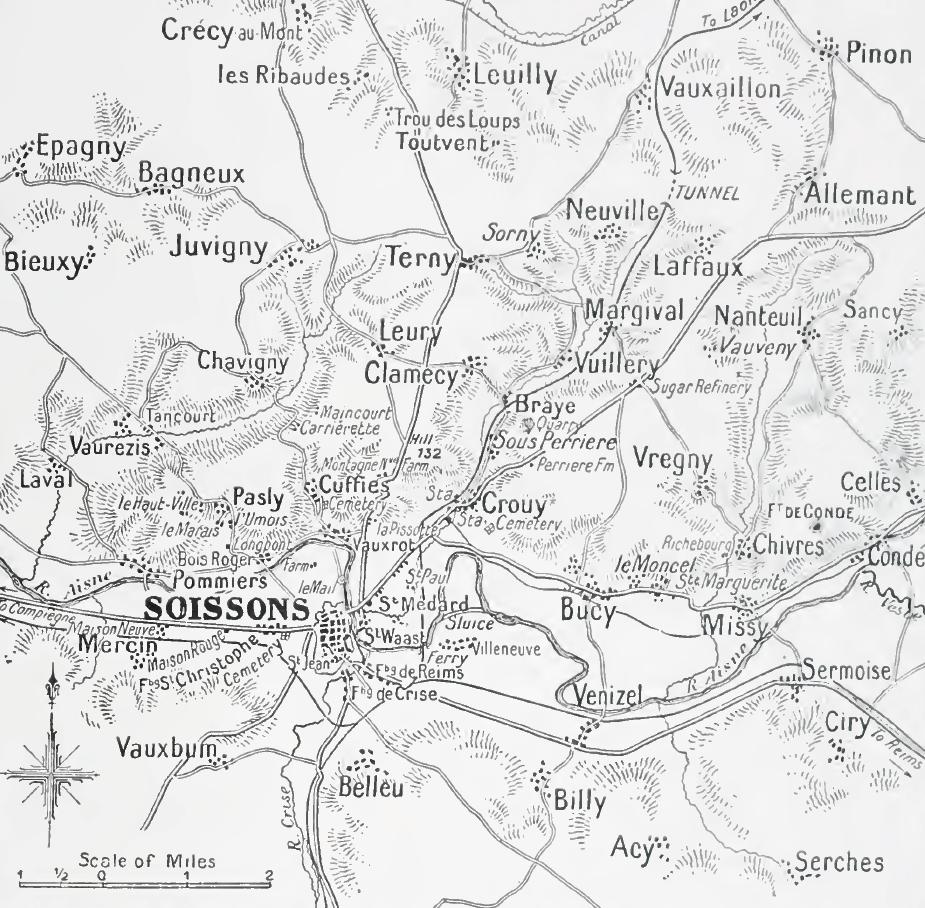
Khu vực Soissons, 1914–1915

Các đòn phản công của phía Đức cũng gây rắc rối cho quân Pháp. Thực thi kế hoạch của đại tá tham mưu trưởng Hans von Seeckt, Quân đoàn III Đức mở một đòn tấn công lên mạn bắc Soissons trên con đường đến Paris vào giữa tháng 1 năm 1915. Được sự yểm trợ chặt chẽ của pháo binh, quân Đức đã đánh tan hàng phòng ngự quân Pháp và thu được hàng nghìn tù binh cùng hàng tá đại bác. Mặc dù một cuộc tấn công đại quy mô của Đức có thể uy hiếp Paris, Bộ Chỉ huy Tối cao Đức - đứng đầu là đại tướng Erich von Falkenhayn - do đang bắt đầu chú tâm vào Mặt trận phía Đông nên không huy động đủ nhân lực và tài lực để giành thắng lợi có tính quyết định trên Mặt trận phía Tây. Đến cuối tháng 1, quân Đức lại tiến công trận địa phòng thủ của Tập đoàn quân số 3 Pháp trên các cao điểm Aubréville gần tuyến đường sắt chính tới Verdun. Sau khi bị đánh bật, quân Pháp phản công 6 lần vào các vị trí bị mất nhưng không thành công và chịu thương vong đến 2.400 người.

## Sau trận đánh

### Phân tích
Mặc dù Joffre tuyên bố chiến dịch thắng lợi do đã chứng tỏ ưu thế về tinh thần của quân lực Pháp và buộc Đức phải huy động lực lượng trừ bị của mình, trên thực tế, Chiến dịch Champagne không hề đạt được chiến lược mà ông đề ra. Thời tiết xấu và sự kháng cự kiên cường của người Đức đã đập tan những hy vọng của người Pháp về một thắng lợi có ý nghĩa quyết định. Trong bản thông cáo của mình vào ngày 10 tháng 3, khi tiếng súng trên mặt trận Champagne đã im ắng đi nhiều, Bộ Chỉ huy Tối cao Đức cho biếtː 
| “ | ...Như chúng ta thông báo vào ngày 17 tháng 2, nguồn gốc của trận đánh nằm ở mong muốn của bộ chuy tối cao Pháp nhằm giải nguy cho quân Nga đang chịu sức ép lớn trong khu vực hồ Masuren bằng việc tung một mũi chọc thủng về thị trấn Vouziers, bất chấp tổn thất. Như kết quả của cuộc chiến đấu tại Masuren cho thấy, mục tiêu [chính] đã không đạt được và nỗ lực chọc thủng là một thất bại toàn diện và thảm hại. Trái ngược với mọi tuyên bố trong các văn kiện chính thức của Pháp, không nơi nào quân địch tạo được một bước tiến lớn mong manh nhất. Về việc này, chúng ta phải cảm ơn sự chiến đấu anh dũng của các lực lượng án ngữ tại đây, tầm nhìn và sự quyết đoán của Đại tướng von Einem cùng các chỉ huy cấp quân đoàn dưới quyền ông, các tướng Riemann và Fleck. Trong cuộc chiến đấu ngày đêm không ngừng nghỉ kể từ hôm 16 tháng 2, địch lại đổ 6 quân đoàn được tiếp viện thay nhau tấn công trên một mặt trận rộng 8 km chỉ được phòng giữ bị 2 sư đoàn yếu ớt đến từ vùng Rheinland... Không hề nao núng, quân Rheinland, được tiếp sức bởi quân Cận vệ và các đơn vị khác, chẳng những trụ vững trước các đợt tấn công được tiến hành với chênh lệch quân số đến 6 đổi 1, mà còn thường ra tay trước địch bằng những đòn phản công mạnh mẽ. | ” |

Bên cạnh đó, các chỉ huy quân Pháp đã đúc kết được một số bài học chiến thuật từ Chiến dịch Champagne-Artois, chẳng hạn như sự cần thiết việc chuẩn bị bằng những hàng rào pháo mạnh hơn, dày đặc hơn và hiệu quả hơn, của việc tấn công trên một mặt trận rộng hơn để còn chỗ cho quân dự binh nhập cuộc, và của việc khai thác tối đa sức mạnh tấn công của mọi sư đoàn bằng cách quy định mỗi sư đoàn chỉ tiến công trên một địa bàn khá hẹp. Nhưng người Đức cũng rút được nhiều bài học phòng thủ quan trọng từ chiến dịch. Quan trọng nhất, họ đẩy mạnh các nỗ lực xây dựng một tuyến chiến hào thứ hai trên toàn Mặt trận phía Tây nhằm tăng cường chiều sâu của hệ thống phòng thủ của mình. Cuối cùng, các trận đánh mùa đông đã củng cố niềm tin cao độ của phía Đức về khả năng các lực lượng được bố phòng vững chắc, và được hỗ trợ bởi súng máy, pháo binh và quân dự bị, bẻ gãy những cuộc tấn công của một đội quân đông đảo hơn. Với những bài học kinh nghiệm vừa học được, hai bên bắt tay vào việc chuẩn bị cho những trận đánh kế tiếp ở trận đánh lớn kế tiếp tại Artois và Champagne cuối năm 1915. 

### Thương vong
Không chỉ không phá được phòng tuyến quân Đức, quân Pháp còn hứng chịu thiệt hại rất nặng nề. Dẫn theo ghi chép của tướng Pháp Palat trong cuốn La grande guerre sur le front occidental, chương IX: Les Offensives de 1915, trang 149, Paris, 1922, nhà sử học Jack Sheldon năm 2012 ước tính tổng thương vong của Pháp lên đến 240.000 người trong khi tổn thất của Tập đoàn quân số 3 Đức gồm 1.100 sĩ quan và 45.000 binh lính theo bộ chính sử Der Weltkrieg (Cuộc Thế chiến), Chương 7, trang 53. Tuy nhiên, Sheldon cũng lưu ý rằng một bộ sách Pháp xuất bản vài năm sau đó, FOH 2 (trang 481), thống kê tổn thất quân Pháp gồm 1.646 sĩ quan và 91.786 binh lính, trong số này 820 sĩ quan và 42.000 đã chết, bị thương hoặc mất tích trong giai đoạn 16 tháng 2 – 20 tháng 3. Dù gì, số liệu này vẫn cho thấy chênh lệch thiệt hại lớn giữa lực lượng tấn công Pháp với lực lượng phòng thủ Đức, và rất gần với một bản ước tính của Tập đoàn quân số 3 Đức vào ngày 11 tháng 3: 
| “ | Tổn thất của quân ta kỳ thực rất nặng nề, nhưng chỉ lên đến nhiều nhất là 1/3 tổn thất của địch. Bọn Pháp đã bị thiệt hại 45.000 tên. Trận tuyến quân Đức tại Champagne vững chãi hơn bao giờ hết. | ” |